# Брайтенбах (Золотурн)
Брайтенбах (нем. Breitenbach SO) — коммуна в Швейцарии, окружной центр, находится в кантоне Золотурн. 
Входит в состав округа Тирштайн. Население составляет 3416 человек (на 31 декабря 2007 года). Официальный код — 2613.